# 木村敬一
木村 敬一（きむら けいいち、1990年9月11日 - ）は、滋賀県栗東市出身の日本の競泳選手。2021年開催の東京パラリンピック 競泳 金メダリスト。愛称は「キム」。
東京ガス株式会社の人事部に在籍。日本パラリンピアンズ協会（PAJ）の理事も務める。

## 略歴
先天性疾患による網膜剥離で、2歳のときに全盲になる。母の勧めにより、10歳のときに水泳を始める。
2003年、滋賀県立盲学校小学部卒業と同時に上京し、筑波大学附属視覚特別支援学校（当時の学校名は筑波大学附属盲学校）に入学。同校水泳部で頭角を現す。高等部在籍中の2008年、北京パラリンピックに出場する。
2009年4月に日本大学文理学部教育学科へ進学し、健常者の水泳同好会に入会。同大卒業後、日本大学大学院文学研究科教育学専攻博士前期課程へ進学。大学4年時に出場した2012年ロンドンパラリンピックでは旗手をつとめ、銀メダル1個と銅メダル1個を獲得。ロンドン以降、日本大学文理学部教授の野口智博コーチ（元400m自由形日本記録保持者）に師事。週10回のパーソナルトレーニングで2016年リオデジャネイロパラリンピックでの金メダル獲得を目標に厳しい練習を積んだ結果、銀メダル2個、銅メダル2個を獲得する。しかし、目標の金メダルに届かなかったことに満足できず、一時は引退も考える。
2018年には、リオ大会で金メダルを争ったアメリカのブラッドリー・スナイダーを指導したコーチに師事するべく、単身でアメリカにわたりトレーニングを行う。
2020年東京パラリンピックでは100mバタフライ S11で自身初となる金メダルを獲得、100m平泳ぎ SB11では銀メダルを獲得する。
2024年パリパラリンピックでは50m自由形 S11と100mバタフライ S11で金メダルを獲得し、バタフライで連覇を達成した。

## エピソード
- パラ競泳選手の富田宇宙は、友人であり、同じ視覚障害クラスで競うライバルでもある。富田は木村の個性について「ついつい世話を焼きたくなるような、放っておけない愛されキャラ」と評している。2020年東京パラリンピックで木村が金メダルを獲得した前述のレースでは、隣のレーンで富田が銀メダルを獲得し、レース直後に2人で抱擁しあうシーンが見られた[12]。
- 元ハンマー投選手の室伏広治について、木村は「世の中で1番尊敬している」と語っている。東京2020組織委員会の主催によるイベント「若手アスリート参画プロジェクト」で初めて出会い、それ以降、男気あふれる言動の数々に感銘を受けた。2021年には室伏との対談を行っている[15]。
- 渡米した時、拠点の住居の近くに、元野球選手の上原浩治の自宅があり、上原の妻が様々なサポートを買って出て、自宅のホームパーティーに招かれることもあった。木村が金メダルを獲得した際には、上原がSNS上で祝福のメッセージを投稿している[13][16]。
- 2021年3月26日に東京ドームで行われた読売ジャイアンツと横浜DeNAベイスターズの試合前に始球式を務めた[17]。
- 2021年12月2日、東京オリンピック競技大会・東京パラリンピック競技大会推進本部と日本郵便が金メダリストを讃えるために推進する「ゴールドポストプロジェクト」の一環で、滋賀県栗東市の大宝郵便局前の郵便ポストが金色に塗り替えられた[18]。

## 主な成績
- 2005年8月「国際視覚障害者スポーツ協会世界ユース選手権大会」の水泳競技
  - 50m自由形 金メダル
  - 100m自由形 銀メダル
  - 100m平泳ぎ 銅メダル
- 2008年9月北京パラリンピック
  - 100m自由形 S11 5位
  - 100mバタフライ S11 6位
  - 100m平泳ぎ SB11 5位
- 2010年IPC世界水泳選手権大会アイントホーフェン
  - 100m平泳ぎ SB11 銀メダル
  - 200m個人メドレー SM11 銅メダル
  - 100m自由形 S11 銅メダル
  - 100mバタフライ S11 銅メダル
- 2012年9月ロンドンパラリンピック
  - 100m平泳ぎ SB11 銀メダル
  - 100mバタフライ S11 銅メダル
  - 100m自由形 S11 5位
  - 50m自由形 S11 5位
- 2013年IPC世界水泳選手権大会モントリオール
  - 100m自由形 S11 金メダル
  - 100m平泳ぎ SB11 金メダル
  - 50m自由形 S11 銀メダル
  - 200m個人メドレー SM11 銅メダル
  - 100mバタフライ S11 銅メダル
- 2015年IPC世界水泳選手権大会グラスゴー
  - 100m平泳ぎ SB11 金メダル
  - 100mバタフライ S11 金メダル
  - 50m自由形 S11 銀メダル
  - 200m個人メドレー SM11 銅メダル
- 2016年9月リオデジャネイロパラリンピック
  - 50m自由形 S11 銀メダル
  - 100m平泳ぎ SB11 銅メダル
  - 100mバタフライ S11 銀メダル
  - 100m自由形 S11 銅メダル
  - 200m個人メドレー SM11 4位
- 2018年アジアパラ競技大会ジャカルタ
  - 50m自由形 S11 金メダル
  - 100m背泳ぎ S11 金メダル
  - 100m平泳ぎ SB11 金メダル
  - 200m個人メドレー SM11 金メダル
  - 100m自由形 S11 銀メダル
- 2020年東京パラリンピック
  - 100mバタフライ S11 金メダル
  - 100m平泳ぎ SB11 銀メダル
  - 200m個人メドレー SM11 5位

## 受賞
- 栗東市民栄誉賞（2016年）[19]
- 滋賀県民スポーツ大賞栄誉賞（2016年）[20]
- 日本パラスポーツ賞 大賞（2016年）[21]
- 毎日スポーツ人賞 ベストアスリート賞（2016年）[22]
- 滋賀県民栄誉賞（2021年）[23]
- 紫綬褒章（2021年）[24][25]
- 紫綬褒章飾版（2024年）[26]

## 書籍
- 自著『闇を泳ぐ〜全盲スイマー、自分を超えて世界に挑む。〜』（2021年8月、ミライカナイ出版、ISBN 978-4-907333-22-5）